# Lago Sämtisersee
O Lago Sämtisersee é um lago localizado no Maciço de Alpstein no cantão de Appenzell Innerrhoden, Suíça. 
Encontra-se a uma altitude de 1209 m, sendo a sua área de superfície de 0,13 km². Este lago está localizado próximo ao supé da Montanha Hoher Kasten e não muito longe do Lago Fälensee.